# Aeroporto de El-Fasher
Aeroporto de El-Fasher (em árabe: الفاشر; romaniz.: al-Faxir ou El Faxer) (IATA: ELF, ICAO: HSFS) é um aeroporto localizado na cidade de El-Fasher, no Sudão. 